# لورنزو کریسانتو
لورنزو کریسانتو (انگلیسی: Lorenzo Crisanto؛ زادهٔ ۲۰ آوریل ۱۹۹۸) بازیکن فوتبال است.
از باشگاه‌هایی که در آن بازی کرده‌است می‌توان به باشگاه فوتبال آ.اس. رم و باشگاه فوتبال روبور سیه‌نا اشاره کرد.